# Curd Jürgens
Curd Jürgens (13. prosince 1915 v München-Solln – 18. června 1982 ve Vídni) byl rakouský divadelní a filmový herec německo-francouzského původu. Jeho celé občanské jméno zní Curd Gustav Andreas Gottlieb Franz Jürgens.

## Divadlo
- 1935 Metropolitní divadlo v Drážďanech
- 1936–1937 Berlínské divadlo na Kurfürstendamm
- 1938–1941 Lidové divadlo Vídeň
- 1940–1953 a také 1965–1968 Burgtheater Vídeň; debutoval 30. listopadu 1940 jako Benvolio v Shakespearově hře Romeo a Julie (režie Lothar Müthel, kostýmy a kulisy Rochus Gliese); poslední premiéra roku 1966 jako Galileo Galilei ve hře Život Galileia Bertolta Brechta (režie Kurt Meisel, kulisy Lois Egg, kostýmy Erni Kniepert)
- 1973–1977 na Salcburském festivalu v titulní roli Jedermanna Hugoa von Hofmannsthal (režie Ernst Haeusserman).
- 1979 Vídeňské Theater in der Josefstadt jako Sigmund Freud v Berggasse 19 (Wunden der Seele – A Far Country) Henryho Denkera (režie Haeusserman, kulisy Gottfried Neumann-Spallart)
- 1980 Poslední divadelní vystoupení na japonském turné Vídeňské městské opery jako Bassa Selim v Die Entführung aus dem Serail Wolfganga Amadea Mozarta (dirigent Karl Böhm)

## Filmografie, výběr

### Film
- 1935 Königswalzer (Německo), jeho první film
- 1942 Wen die Götter lieben (Německo/Rakousko)
- 1943 Frauen sind keine Engel (Německo/Rakousko)
- 1944 Wiener Mädeln (Německo/Rakousko)
- 1948 Der Engel mit der Posaune (Rakousko/Německo)
- 1952 1. April 2000 (Rakousko)
- 1953 Meines Vaters Pferde (Německo)
- 1954 Orient-Express (Itálie/Francie/Německo)
- 1954 Des Teufels General (Německo), uveden 23. února 1955 v Minochově
- 1955 Teufel in Seide (Německo) s Lilli Palmerovou
- 1955 Die Ratten (Německo)
- 1955 Die Helden sind müde (Les héros sont fatigués, Francie)
- 1956 Und immer lockt das Weib (Et Dieu … créa la femme, Francie) s Brigitte Bardotovou
- 1956 Der Kurier des Zaren s Geneviève Pageovou
- 1957 Duell im Atlantik (USA) s Robertem Mitchumem
- 1958 Die Herberge zur 6. Glückseligkeit (The Inn of the Sixth Happiness, USA) s Ingrid Bergmanovou
- 1958 Jakobowsky und der Oberst (Me and the Colonel, USA) s Dannym Kayem
- 1958 Schinderhannes (Německo, režie: Helmut Käutner) s Maria Schellovou a Leonem Askinem
- 1960 Katja, die ungekrönte Kaiserin (Katia, Francie) s Romy Schneiderovou
- 1959 Fähre nach Hongkong (Ferry to Hong Kong, USA) s Orsonem Wellesem
- 1960 Gustav Adolfs Page (Rakousko/Německo) s Liselotte Pulverovou
- 1960 Schachnovelle (Německo, podle novely Stefana Zweiga) s Marioem Adorfem
- 1962 Nejdelší den (The Longest Day, USA)
- 1962 Die Dreigroschenoper (Francie/Německo, režie: Wolfgang Staudte) s Hildegardou Knefovou a Gertem Fröbem
- 1963 Flucht der weißen Hengste (USA) s Lilli Palmerovou
- 1964 Lord Jim (Spojené království, režie: Richard Brooks) s Peterem O’Toolem a Daliah Lavi
- 1966 Blüten, Gauner und die Nacht von Nizza (Francie) s Jeanem Gabinem
- 1966 Der Kongress amüsiert sich (Rakousko) s Lilli Palmerovou
- 1966 Zwei Girls vom roten Stern (Německo/Francie) s Lilli Palmerovou
- 1968 Der Arzt von St. Pauli (Německo)
- 1968 Die Artisten in der Zirkuskuppel: Ratlos (Německo)
- 1969 Luftschlacht um England (The Battle of Britain, Anglie)
- 1969 Die Schlacht an der Neretva (Bitka na Neretvi, Německo, Jugoslávie, Itálie, USA) s Yulem Brynnerem, Hardy Krügerem, Francem Nerem, Orsonem Wellesem
- 1973 In der Schlinge des Teufels (The Vault of Horror, USA/Anglie)
- 1977 James Bond 007 - Der Spion, der mich liebte (The Spy Who Loved Me, Anglie)
- 1979 Steiner - Das Eiserne Kreuz 2. část
- 1981 Teheran-43 (SSSR/Francie) s Alainem Delonem a Claude Jadeovou

Namluvil mj. také německý text k muzikálu War of the Worlds Jeffa Waynea.

### Televize
- 1968 seriál Babeck
- 1972 seriál Der Kommissar: Der Traum eines Wahnsinnigen
- 1973 seriál Der Kommissar: Ein Mädchen nachts auf der Straße
- 1973 TV film Collin, podle předlohy Stefana Heyma
- 1975 seriál Derrick: Madeira
- 1978 seriál Tatort: Rot, rot, tot
- 1982 seriál Smileys People - Dame, König, As, Spion

## Dabování
- Richard Basehart
- George Sanders (Černý Jack)

## Ocenění

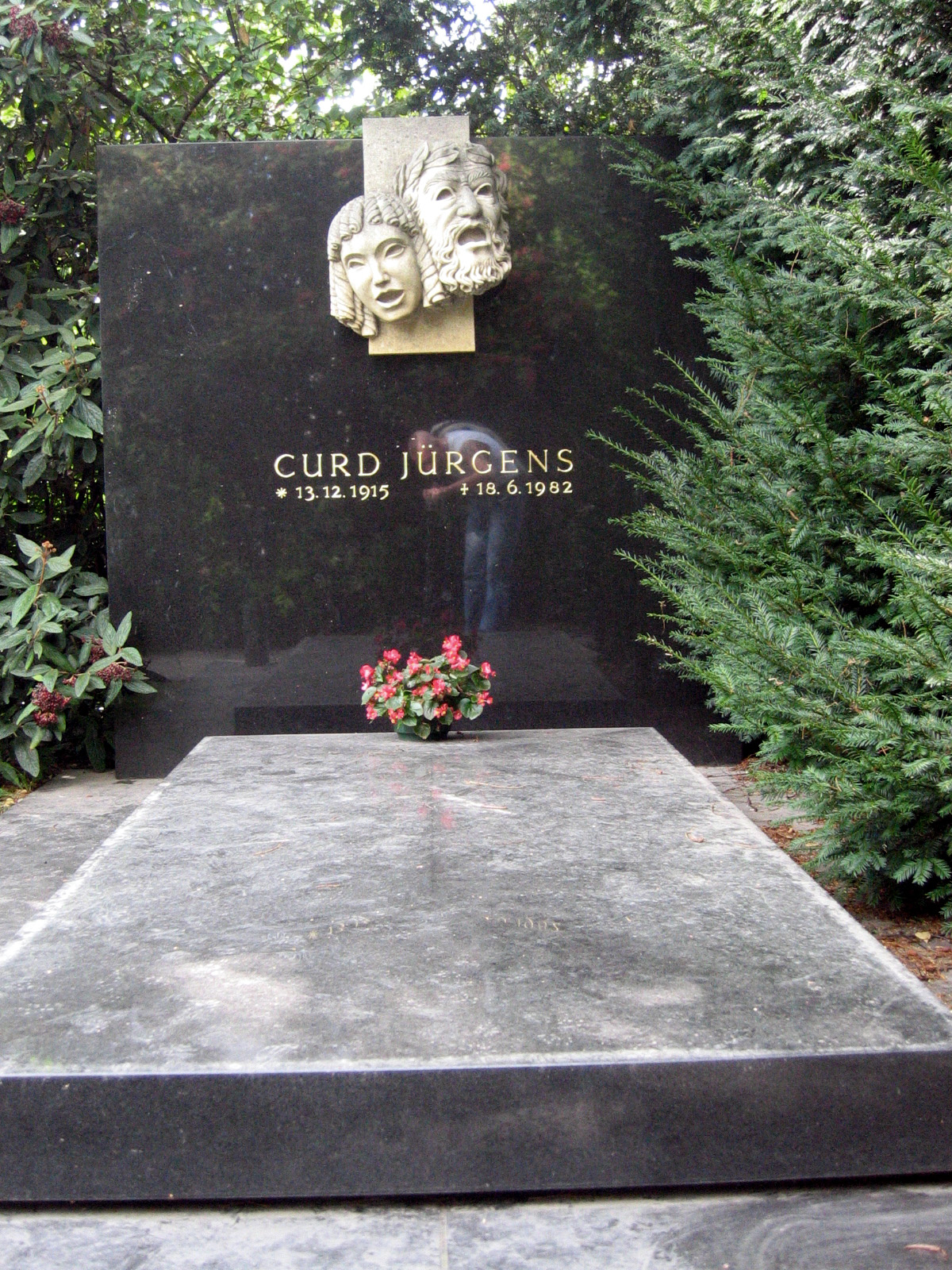
Hrob Curda Jürgense na Centrálním hřbitově ve Vídni

- 1955 Coppa Volpi (představitel) za Des Teufels General a Die Helden sind müde
- 1966 Kainz-Medaille
- 1973 Premio Sorrento filmového tádnu v Neapoli
- 1976 Profesor rakouské Akademie umění
- 1981 Verdienstkreuz za zásluhy – SRN
- 1981 Filmband in Gold za dlouholetou a vynikající činnost v německém filmu

## Hudba
Současně s jeho biografií se objevila deska s „Art Sprechgesang“ s písní „60 Jahre und kein bisschen weise“, která se úspěšně prodávala. Píseň složil Hanne Haller.